# Halloween (película de 2007)
Halloween (titulada Halloween: El origen en España, Halloween: El comienzo en Argentina, y Halloween: El inicio en México y Venezuela) es una película de terror de 2007 dirigida por Rob Zombie. Es una adaptación de la cinta homónima de 1978, la cual fue dirigida por John Carpenter. La película fue escrita, producida y dirigida por Rob Zombie. Los protagonistas de la película son Malcolm McDowell como Samuel Loomis, Tyler Mane como Michael Myers adulto y Scout Taylor-Compton como Laurie Strode; Daeg Faerch hace de Michael Myers con 10 años. El director siguió la trama de la película original, con Michael Myers acechando a Laurie Strode y sus amigos en la noche de Halloween. Tiene una secuela, también dirigida por Zombie, titulada Halloween II.
La película de Zombie se adentra en la mente del personaje, tratando de responder la pregunta de qué es lo que lo lleva a matar. En la película original de Carpenter, Myers no tiene una razón específica para cometer sus crímenes. La película costó unos 15 millones de dólares, recaudando 80 millones a nivel mundial.

## Argumento
En Halloween en Haddonfield (Illinois), Michael Myers un niño de 10 años (Daeg Faerch) con signos de tendencias psicópatas, hijo de una bailarina de estriptis, asesina a su hermana Judith Myers (Hanna Hall); al novio de ésta, Steven Haley (Adam Weisman); al novio de su madre, Ronnie (William Forsythe); y a un abusivo de la escuela (Daryl Sabara). Después del juicio más largo en la historia del estado, Michael es hallado culpable de asesinato en primer grado y es enviado al sanatorio Smith's Grove bajo el cuidado del psicólogo de niños Samuel J. Loomis (Malcolm McDowell).
Al principio Michael coopera con el Dr. Loomis, diciendo no recordar los asesinatos, mientras su madre, Deborah Myers (Sheri Moon Zombie), lo visita regularmente. Después de un año, Michael empieza a desarrollar una fijación por sus máscaras de papel maché, alejándose de todos, incluso de su madre. Cuando Michael mata a una enfermera (Sybil Danning) durante una de sus visitas, Deborah no puede soportar más la situación y se suicida. 
Durante los quince años siguientes, Michael (Tyler Mane) continúa haciendo sus máscaras sin hablarle a nadie. El Dr. Loomis, que había tratado a Michael a lo largo de los años, decide seguir con su vida y cierra el caso de Michael. Tiempo después, cuando iba a ser transferido a una clínica psiquiátrica de máxima seguridad, Michael escapa de Smith’s Grove, matando a los guardias del sanatorio y luego a un camionero para robarle la ropa, y se dirige a Haddonfield. En Halloween, Michael llega a su antiguo hogar, ahora abandonado, donde encuentra una máscara y un cuchillo de cocina que él había escondido la noche en que mató a su hermana.
La historia salta a Haddonfield, donde se encuentran Laurie Strode (Scout Taylor-Compton), y sus amigas Annie Brackett (Danielle Harris) y Lynda Van Der Klok (Kristina Klebe) en Halloween. Durante la mañana, Laurie observa a Michael, observándola desde cierta distancia, ignorando de quién se trata. Luego, a la noche, ella se dirige a la residencia de los Doyle para cuidar a su hijo Tommy (Skyler Gisondo). Mientras tanto, Lynda se encuentra con su novio Bob (Nick Mennell) para hacer el amor en el antiguo hogar de Michael, quien aparece y los mata, y luego se dirige a la casa de los Strode, donde asesina a los padres de Laurie. 
Habiendo sido alertado de la huida de Michael, el Dr. Loomis va a Haddonfield para buscarlo. Después de obtener un revólver, Loomis intenta advertirle al sheriff Brackett (Brad Dourif) de que Michael ha regresado a Haddonfield. Brackett y el Dr. Loomis se dirigen al hogar de los Strode, con Brackett explicándole a lo largo del camino que Laurie es la hermana menor de Michael Myers. 
Mientras tanto, Annie convence a Laurie de cuidar a Lindsey Wallace (Jenny Gregg Stewart), Annie regresa a casa de los Wallace con su novio Paul (Max Van Ville). Mientras tenían sexo, Michael mata a Paul y deja malherida a Annie. Luego Laurie, cuando lleva a Lindsey a su casa, encuentra a Annie en el piso ensangrentada, pero aún viva y llama al 911. Ella es atacada por Michael quien la secuestra y la lleva a su antiguo hogar. 
El Sheriff Brackett y el Dr. Loomis oyen la llamada del 911 y se dirigen a la residencia de los Wallace. Al despertar, Laurie ve a su amiga Lynda y llora. En ese momento, aparece Michael que trata de decirle que ella es su hermana menor. Incapaz de entenderle, Laurie agarra el cuchillo de Michael, lo apuñala y escapa de la casa. Michael la persigue, pero recibe varios disparos por parte del Dr. Loomis. Loomis y Laurie se suben al vehículo y cuando estaban por irse Michael toma a Laurie y se la lleva de nuevo a la casa. 
Posteriormente Loomis interviene, pero Michael lo ataca "aplastando" su cráneo con sus propias manos. Laurie toma el revólver de Loomis y sube al segundo piso pero Michael la encuentra y la arrincona en el balcón. Michael ataca a Laurie y ambos caen. Laurie se encuentra sobre un ensangrentado Michael. Ella pone el arma de Loomis en la cara de Michael e intenta apretar el gatillo, pero su miedo la retiene, entonces Michael despierta, agarra las manos de su hermana (junto con la pistola) y se dispara para morir.

## Reparto
- Malcolm McDowell como Dr. Samuel Loomis.
- Scout Taylor-Compton como Laurie Strode.
- Danielle Harris como Annie Brackett.
- Kristina Klebe como Lynda Van der Klok.
- Tyler Mane como Michael Myers.
- Daeg Faerch como Michael Myers (a los 10 años).
- Sheri Moon Zombie como Deborah Myers.
- William Forsythe como Ronnie White.
- Skyler Gisondo como Tommy Doyle.
- Danny Trejo como Ismael Cruz.
- Hanna Hall como Judith Myers.
- Tom Towles como Larry Redgrave.
- Bill Moseley como Zach 'Z-Man' Garrett.
- Leslie Easterbrook como Patty Frost.
- Steve Boyles como Stan Payne.
- Brad Dourif como Sheriff Lee Brackett.
- Ken Foree como Big Joe Grizzly.
- Udo Kier como Morgan Walker.
- Sid Haig como Chester Chesterfield.
- Richard Lynch como Director Chambers.
- Daniel Roebuck como Lou Martini.
- Daryl Sabara como Wesley Rhoades.

## Banda sonora
La banda sonora salió a la venta el 21 de agosto de 2007 e incluye 12 pistas de diálogo y 12 canciones de grupos del periodo 1960-1980 como "(Don't Fear) The Reaper" de Blue Öyster Cult, "God of Thunder" de Kiss, y "Tom Sawyer" de Rush.

## Estreno
La película fue estrenada el 31 de agosto de 2007 en Estados Unidos, recaudando más de 26 millones de dólares en su primer fin de semana. La cinta recaudó más de 58 millones de dólares en aquel país, y sobre 21 millones en el extranjero, logrando un total de $80.253.908 a lo largo del mundo. Fue la película más taquillera de la saga Halloween hasta el estreno de la secuela de 2018 que es una secuela directa de la película original de 1978 que ignora todas las secuelas de la saga.El título de la película fue traducido como Halloween: El origen en España, Halloween, el comienzo en Argentina, y Halloween: El inicio en México y Venezuela.

### Recepción
Halloween obtuvo una respuesta negativa por parte de la crítica cinematográfica. La película posee un 24% de comentarios positivos en el sitio web Rotten Tomatoes, basado en un total de 109 reseñas, y una puntuación de 47/100 en Metacritic. Dennis Harvey de la revista Variety comparó el estilo violento de la adaptación con la atmósfera que creaba la película original, concluyendo que la nueva versión carecía de aquel impacto. Horacio Bernades del diario Página/12 criticó los cambios realizados por el director y escribió: "Buena parte del poderío de la versión Carpenter derivaba justamente de la condición inhumana del protagonista, por lo cual su humanización no podía generar un efecto que no fuera negativo".